# Вулиця Театральна (Львів)
Ву́лиця Театра́льна — вулиця в історичному центрі міста Львова, у колишньому середмісті.

## Опис
Вулиця розташована в історичній частині Львова, котра до кінця XVIII століття була оточена оборонним муром. Простягається від площі Міцкевича майже строго у напрямку з півдня на північ до площі Торгової. Забудова лінійна, деякі квартали утворені однією великою будівлею, як наприклад Національним музеєм, колишньою будівлею Народного дому, Національним академічним українським драматичним театром імені Марії Заньковецької. 
Сполучається з багатьма вулицями та площами львівського середмістя. З непарного боку прилучаються площа Підкови та колишня площа Каструм з ринком (нині площа не має назви), а з парного боку прилучаються площа Ангелів та вулиці Шевська і Яна Жижки.
Утворює перехрестя з вулицями Вірменською, Лесі Українки, Низький Замок, Корнякта, Памви Беринди та площею Катедральною.

## Назва
Нинішня Театральна у пізньому середньовіччі складалася з декількох вулиць. Кожна мала власну назвою. Окрім того, деякі ділянки мали декілька назв (більшість — неофіційні), що вживались одночасно — характерне для середньовічного Львова явище. Серед відомих середньовічних назв є зокрема такі:
- За ятками, Різницька — назви, що вживались одночасно. Пов'язані з ятками (лавками) єврейських різників, що мали спадкове право на торгівлю у цьому місці. Назва стосувалась ділянки між нинішніми площею Міцкевича та вулицею Памви Беринди.
- Пекарська — офіційна назва ділянки від стику з нинішньою Шевською до перехрестя з нинішньою Вірменською, а також частина нинішньої Вірменської (до перехрестя з Краківською). Згадується у 1421 році.
- Шпитальна Святого Духа — ділянка між нинішніми вулицями Памви Беринди та Шевською. Отримала назву від шпиталю Святого Духа, що існував тут з XIV до XVIII століть. Назва вперше згадується 1544 року.
- Францисканська — ділянка від Шевської до Вірменської. Названа так не пізніше 1674 року. На західній стороні вулиці від XIV століття був францисканський монастир, будівля якого зруйнована 1848 року.
- Ґродська — ділянка від нинішньої Вірменської до північного міського муру (нинішньої вулиці Лесі Українки).

Не пізніше 1780 року зустрічається назва Довга (нім. Lange Gasse), на той час вулиця була найдовшою у львівському середмісті. 1871 року отримала назву Театральна.
У 1916 році  — Рутовського на честь президента міста Тадеуша Рутовського. У листопаді 1941 року перейменована на Ланґе Ґассе.
У липні 1944 року повернено передвоєнну назву — Рутовського. У грудні 1944 року повернено назву Театральна.

## Будівлі
В архітектурному ансамблі вулиці Театральної переважають бароко, ампір, класицизм, неоренесанс та віденська сецесія.

### З непарного боку вулиці

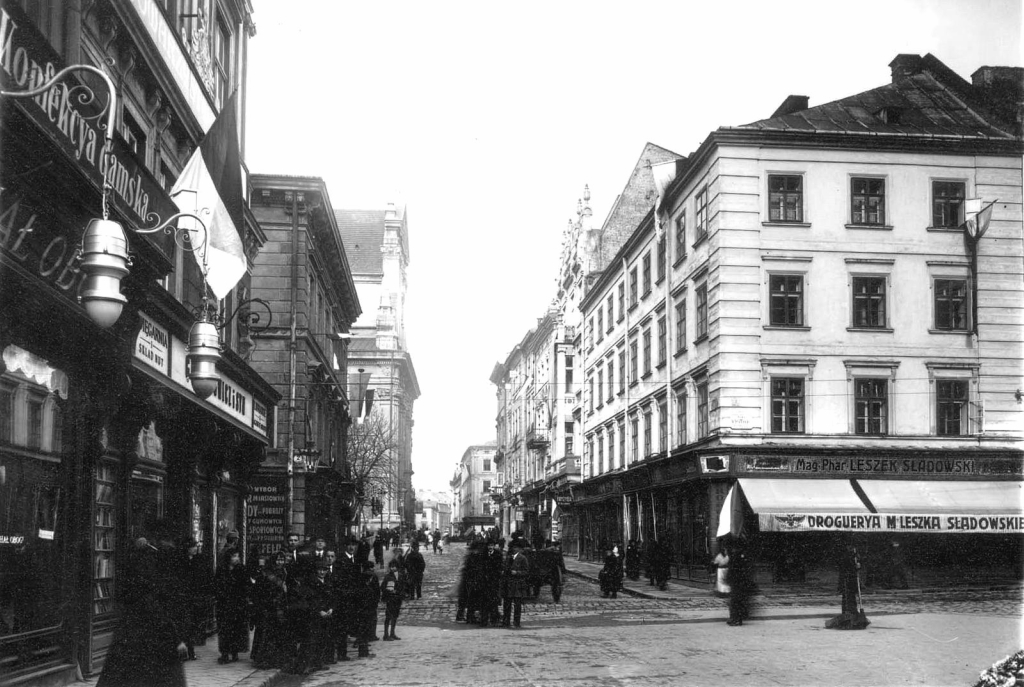
Будинок № 4

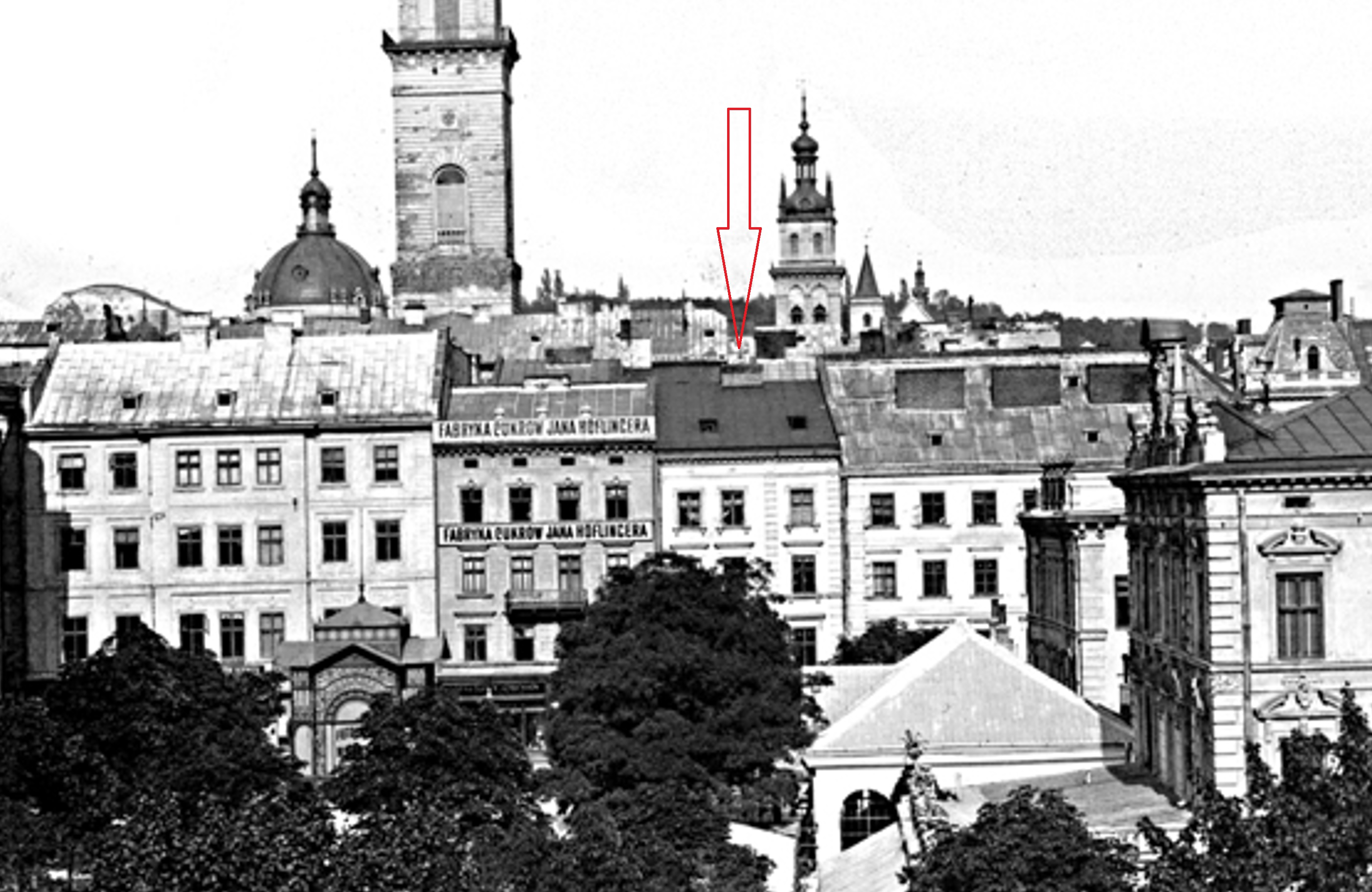
Не існуючий сьогодні будинок № 6 на вул. Театральна

№ 3 — прибутковий будинок, споруджений за проєктом Зигмунта Кендзерського у 1900 році. Дубова брама цього будинку зроблена орієнтовно у 1930-х роках. 2020 року в межах проєкту «Муніципальний розвиток та оновлення старої частини міста Львова» майстрами-реставраторами під керівництвом Олександра Савчука проведено реставрацію однієї з найвищих брам середмістя — вхідної брами до будинку на вулиці Театральній, 3 (висота близько чотирьох метрів). Відновлено решітки, прикрашені так званим «новим сріблом», а також встановлено нову клямку, максимально подібну до автентичної.
№ 7 — чотириповерхова кам'яниця кінця XIX століття. На початку XX століття одне з приміщень займала приватна клініка доктора Альфреда Бужинського. Наприкінці 1940-х років тут містилася обласна контора «Головпрацрезервпостачзбуту». Нині приміщення першого поверху використовуються з комерційною метою. 2020 року в межах проєкту «Муніципальний розвиток та оновлення старої частини міста Львова» майстрами-реставраторами під керівництвом Олександра Савчука проведено реставрацію вхідної брами до будинку на вулиці Театральній, 7.  
№ 9 — наріжна кам'яниця (інша адреса — вулиця Памви Беринди, 1). Збудована 1892 року за проєктом архітектора Юзефа Каетана Яновського для Владислава Людвіка Губриновича, котрий займався підприємницькою діяльністю, пов'язаною з видавництвом, продажем і «випозичанням» книг. Фасад будинку прикрашений шістьма теракотовими портретними погруддями класиків польської літератури Адама Асника, Юзефа Крашевського, Юліуша Словацького, Зигмунта Красінського, Адама Міцкевича та Яна Кохановського виконаними скульптором Петром Гарасимовичем. Книгарня «Губринович і Шмідт» займала перший і другий поверхи будинку. Після смерті Владислава Шмідта, у 1908 році, компаньйоном Губриновича став його син Казімеж і спілка змінила назву на «Губринович і син». Відомо про крамниці-філії спілки у Сокалі, Стрию та Ярославі. Від радянських часів й до 2007 року тут був магазин канцтоварів «Школярик». 3 листопада 2007 року відкрито центр обслуговування абонентів оператора мобільного зв'язку «Київстар». 
Попередницею цього будинку була кам'яниця «Генсьоровська». Відомий архітектор Бернард Меретин, автор проєкту собору св. Юра та багатьох інших рококових культових та палацових споруд, прожив у ній останні роки життя (1757—1759).

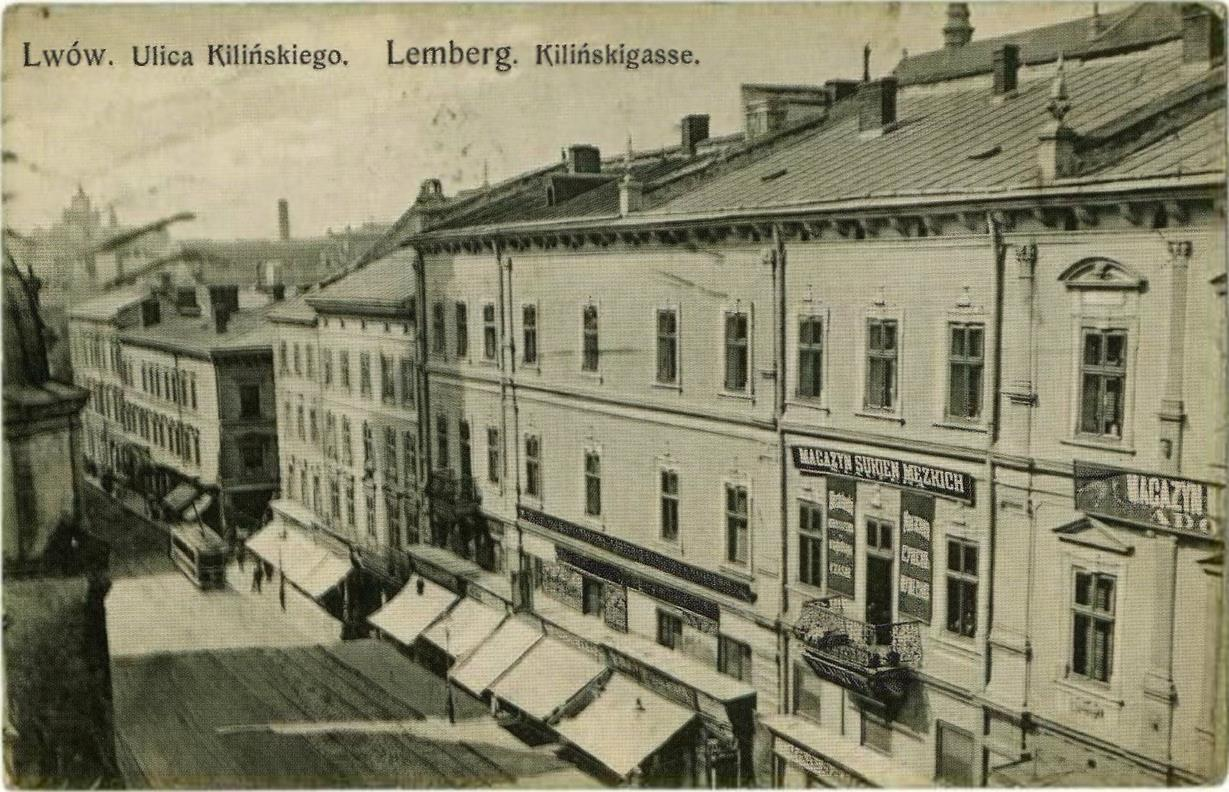
Будинок № 11 (наріжний, праворуч вдалині)

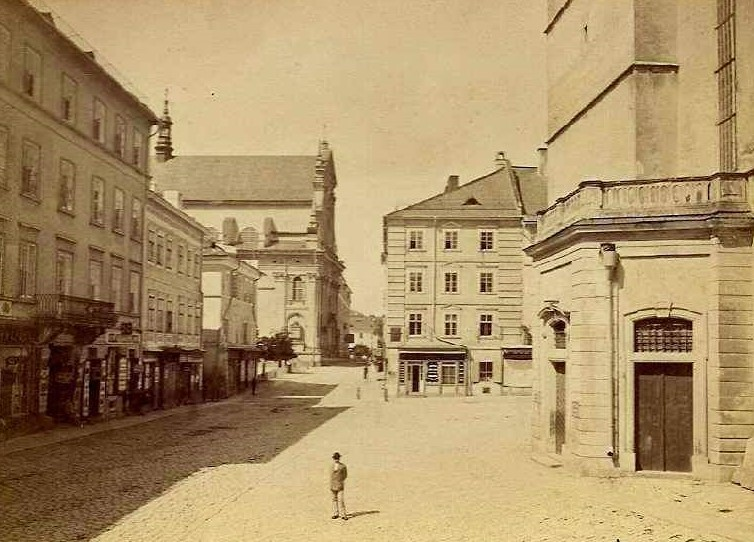
Вулиця Театральна

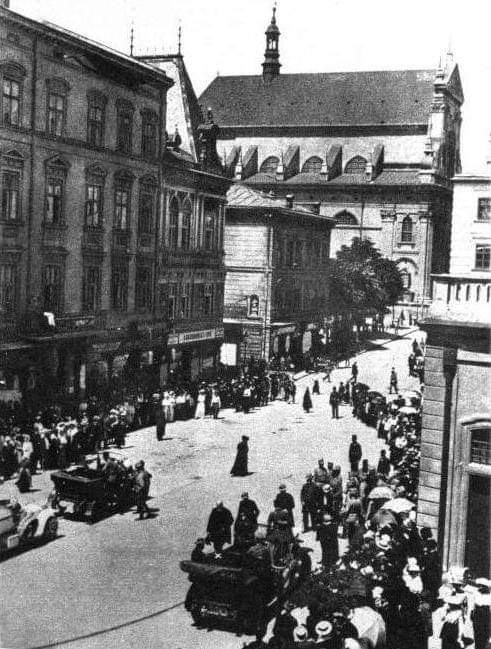
вулиця Театральна

№ 11 — дім розташований при колишній площі Святого Духа, що виникла на місці розібраного готичного костелу зі шпиталем під тією ж посвятою. З півдня до шпиталю прилягали дві кам'яниці — Константи (пізніше Томаша-пекаря) та, наріжна — Кравецька, які своїми фасадами виходили на сучасну вулицю Театральну. На початку XVIII століття кам'яниця Томаша-пекаря перейшла у власність Яна Абіхта, Кравецька — у власність Ф. Носе. Контрактом купівлі-продажу від 6 серпня 1762 року спадкоємці Яна Абіхта продали кам'яницю Томаша-пекаря за 15 054 польських злотих Юзефу Лодзя Понінському (воєвода Познанський i староста Островський). У 1763 році той же Понінський купив ще й кам'яницю та Ф. Носе за 3 000 польських злотих i об'єднав їх. У 1800 році вказані кам'яниці успадкував Францішек Понінський, а згодом, у 1827 році, вони перейшли у спадок Яна Понінського.
1827 році кам'яниці Понінських (№ 32-m) викупив Карл Гартман за 14 000 польських злотих. Гартман 12 травня 1828 року уклав контракт з магістратом міста та центральним урядом, за яким він безоплатно отримував у власність частину площі святого Духа площею близько 105 квадратних сажнів (зі сторони валів Гетьманських — сучасний проспект Свободи), № 360-m, з правом її забудови та право перебудувати свої власні кам'яниці на розі вул. Театральної та вул. Беринди (№ 32-m), а натомість він зобов'язувався спорудити своїм коштом міську гауптвахту на площі Святого Духа. Проєкти двох чиншових кам'яниць на цих ділянках (при вулиці Кілінського) та будівлі гауптвахти того ж року виконав архітектор Матео Брезані, при цьому, як для Гартмана, так i всіх його нащадків, місто надало «тимчасове право виду на площу» — мати від площі святого Духа вікна i одні вхідні двері, за умови, що на будь-яку вимогу міста вони повинні бути замуровані без жодних відшкодувань (за жодних умов не можна було влаштовувати на цьому фасаді в'їзної брами). Вже 1829 року було завершене будівництво всіх трьох будівель. У кам'яниці під конскрипційним № 360-m влаштували «Віденську кав'ярню». Після Карла Гартмана 1848 року обидві кам'яниці перейшли у спадок до Климентини з Гартманів, баронеси Рюстель, відтак 1856 року — до її доньки Ірени Рюстель. Остання відпродала частину чиншової кам'яниці під № 32-m Яну Якобу, який 1868 року згаданий як її власник.
1870 року обидві кам'яниці відкупили Антон та Ґеновефа Зібери. 1880 року на замовлення Антона Зібера будівлі були реконструйовані за проєктом архітектора Альфреда Каменобродського. Він замінив високі причілкові дахи на чотирисхилі під бляхою, влаштувавши горищні віконця у піднятих стінах; північні фасади, які були акцентовані причілками, тепер підкреслювали маньєристичні аттики. Архітектурний вистрій у стилі неоренесансу належить відомому скульпторові Леонарду Марконі. Над реконструйованими дерев'яними сходовими клітками влаштували світлові ліхтарі. Того ж року до «Віденської кав'ярні» добудували зал з верхньою терасою, також за проєктом Альфреда Каменобродського. Тоді ж, на замовлення співвласниці кам'яниць Францішки Савчинської (до шлюбу Зібер), добудували одноповерхову сторожівку на подвір'ї при тильній стіні гауптвахти.
1902 року у подвір'ї від будинку «Віденської кав'ярні» будівничий Станіслав Уленецький добудував покій для сніданків та пічку для пряження кави. 1903 року на замовлення Францішки Савчинської архітектор Володимир Підгородецький розробив реконструкцію приміщень першого поверху з влаштуванням крамниць, а також проєкт накладних вітрин від вул. Театральної. Тоді був розібраний контрфорс зі скульптурою святого, який укріплював ріг кам'яниці від вулиць Театральної та Кілінського. 1905 року за проєктом архітектора Яна Томаша Кудельського була проведена реконструкція крамниці від вулиці Кілінського. 1910 року партерні приміщення від вулиці Театральної винайняла фірма Лянґера і SK, яка провела адаптаційні роботи, зокрема були влаштовані прості металеві сходи в пивницю (архітектор Підгородецький).
1911 року третій поверх кам'яниці винайняло Кредитне товариство будівельного промислу, а за рік власником будинку став адвокат доктор права Баронч, а наприкінці того ж року цілий будинок перейшов у міську власність — у ньому розмістився Державний уряд працевлаштування. 1912 року приміщення крамниці на вулиці Кілінського винайняв Герш Борнфельд для торгівлі чоловічим одягом, яке 1913 року перейшло у власність торгівця взуттям Бено Кляфтена. На його замовлення львівська фірма Пйотровича і Шумана виготовила металеві ґвинтові сходи з крамниці до пивниці, проєкт на які розробив архітектор Альберт Корнблют.
1929 року міська влада запланувала на площі Святого Духа збудувати філію Львівської міської ратуші з пасажем посередині. Це передбачало знесення забудови при вул. Кілінського та гауптвахти. 1934 року партерне приміщення від вулиці Театральної набула фірма чоловічого і хлопчачого одягу «АМО», яка влаштувала нові вітрини за проєктом архітектора Юзефа Торна. Цим проєктом планувалося помістити зняту давніше з розібраного контрфорсу скульптуру святого на фасаді від вулиці Театральної. У 1936 році в будинку розмістилося Міське адресне бюро. В радянський період у будинку діяло ремісниче училище № 2 з гуртожитком, пізніше ПТУ № 58. 1996 року профтехучилище ліквідували, приміщення кам'яниці стояли без вжитку. 2012 року будинок переданий Національному університету «Львівська політехніка», його планують адаптувати під навчальний корпус № 33. Рішенням V сесії Львівського облвиконкому № 393 від 22 листопада 1988 року будинок внесений до Реєстру пам'яток архітектури місцевого значення під охоронним № 1039-м.

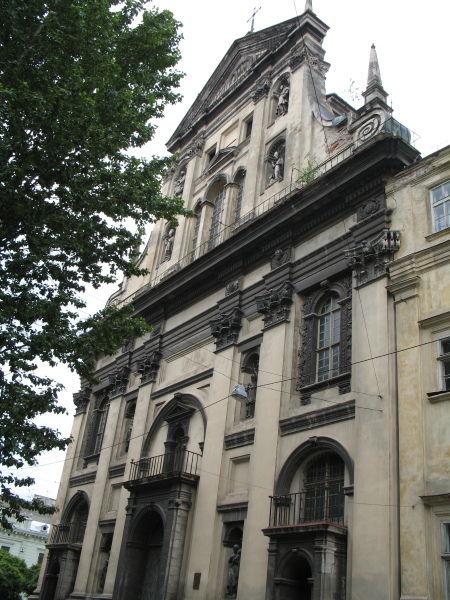
Костел Петра і Павла отців ордену єзуїтів у Львові

№ 13 — костел Петра і Павла отців ордену єзуїтів, будівництво якого велось у 1610—1630 роках під керівництвом Себастьяна Ламхіуса, а пізніше — Джакомо Бріано. Автор первинного проєкту невідомий. Значною мірою повторює форми храму Іль Джезу в Римі. 1702 року будівничим Валентином Годним з південного боку абсиди збудовано квадратну в плані найвищу у Львові вежу (розібрана 1830 року). Зберігся фресковий розпис Франциска і Себастьяна Екштайнів, головний вівтар можливим автором якого є Фаустин Гродзіцький, розп'яття у бічному вівтарі, виконане Яном Пфістером. З північного боку до костелу примикає будинок Єзуїтської колегії. Упродовж 1970—2011 років костел використовувався як книгосховище обмінного фонду Львівської наукової бібліотеки імені Василя Стефаника. Колишній костел, а нині — Гарнізонний храм святих апостолів Петра і Павла, 8 липня 2010 року рішенням Львівської міської ради № 3698 було передано у власність Курії Львівської Архиєпархії УГКЦ. Сьогодні храмом опікуються капелани Центру Військового Капеланства Курії Львівської Архиєпархії УГКЦ.
№ 15 — колишня львівська єзуїтська колегія. Початково зведена за проєктом Джакомо Бріано, перебудована у 1723 та 1872 роках. У 1906 році під час реставрації у будинку відкрито фресковий живопис XVIII століття. У 1948—1952 роках перебудовано за проєктом Генріха Швецького-Вінецького. Головний фасад влаштовано від Проспекту Свободи. У 1986 році будівлю колишньої колегії передано Львівській середній загальноосвітній школі № 62, де тепер навчаються учні старших класів. У цьому корпусі навчального закладу також міститься шахова школа-клуб Василя Іванчука, а на третьому поверсі діють курси вивчення англійської мови «American English Center».
Той самий номер має й сусідня будівля колишньої Мішаної школи імені Адама Міцкевича, збудована у 1891—1893 роках за проєктом архітектора Юліуша Гохберґера. У споруді застосовано мотиви італійського неоренесансу. Будівлю прикрашено статуєю Адама Міцкевича скульптора Станіслава Левандовського. 1 вересня 1944 року частину приміщення цього корпусу зайняло педучилище, в іншій розмістилася базова початкова школа для педучилища, в якій викладання вперше проводилося українською мовою. У 1948 році в цьому корпусі діяли дві львівські неповні (початкові) середні школи № 25 та № 62 міського відділу Народної освіти. Згодом все приміщення зайняли молодші класи Львівської середньої загальноосвітньої школи № 62. За радянських часів, упродовж 1959—1984 років, тут також містився обласний будинок піонерів і школярів. 23 вересня 2008 року будівлю школи внесено до переліку пам'яток культурної спадщини, що не підлягають приватизації.
№ 17 — будівля економічного факультету Львівського національного університету ім. І. Франка, споруджена у 1890—1892 роках, початково, як приміщення для Художньо-промислової школи (нині — Львівський державний коледж декоративного і ужиткового мистецтва імені Івана Труша). Архітектор, переможець конкурсу на найкращий проєкт — Густав Бізанц, професор Львівської політехніки. Фасад виконаний із застосуванням стилів неоренесансу та необароко. Оздоблений барельєфними майоліковими емблемами і незбереженими донині погруддями — усі роботи скульптора Петра Гарасимовича. Художньо-промислова школа функціювала тут до 1909 року, коли для неї була зведена нова будівля на сучасній вул. Снопківській, 47, а у цій будівлі тоді розмістилися фінансові установи. 1941 року будівля згоріла. У 1948—1952 роках перебудована для потреб будівельного технікуму за проєктом Івана Персікова і Генріха Швецького-Вінецького.

### З парного боку вулиці
№ 2 — капітульна кам'яниця (належала римо-католицькому капітулу). Реконструйована 1888 року за проєктом Івана Левинського, чотири погруддя польських королів виконав Віктор Заккі. В будинку за Польщі містилася галантерейна крамниця Владислава Цєхульського.
№ 4 — житловий будинок (інша адреса — площа Катедральна, 1; колишня адреса — Довга (Лангеґассе), 45), споруджений під керівництвом Максиміліана фон Круса у 1794—1796 роках. Пізніше перебудований.
№ 6 — колишній дім графині Зофії Лясоцької, збудований у 1909—1911 роках. Проєкт фірми Івана Левинського, виконаний Тадеушем Новаковським, експонувався на Загальній виставці польського мистецтва у Львові (травень-серпень 1910). Планування змінене під час будівництва Адольфом Піллером. Металеві конструкції будинку виконані за проєктом Зигмунта Пйотровича. 

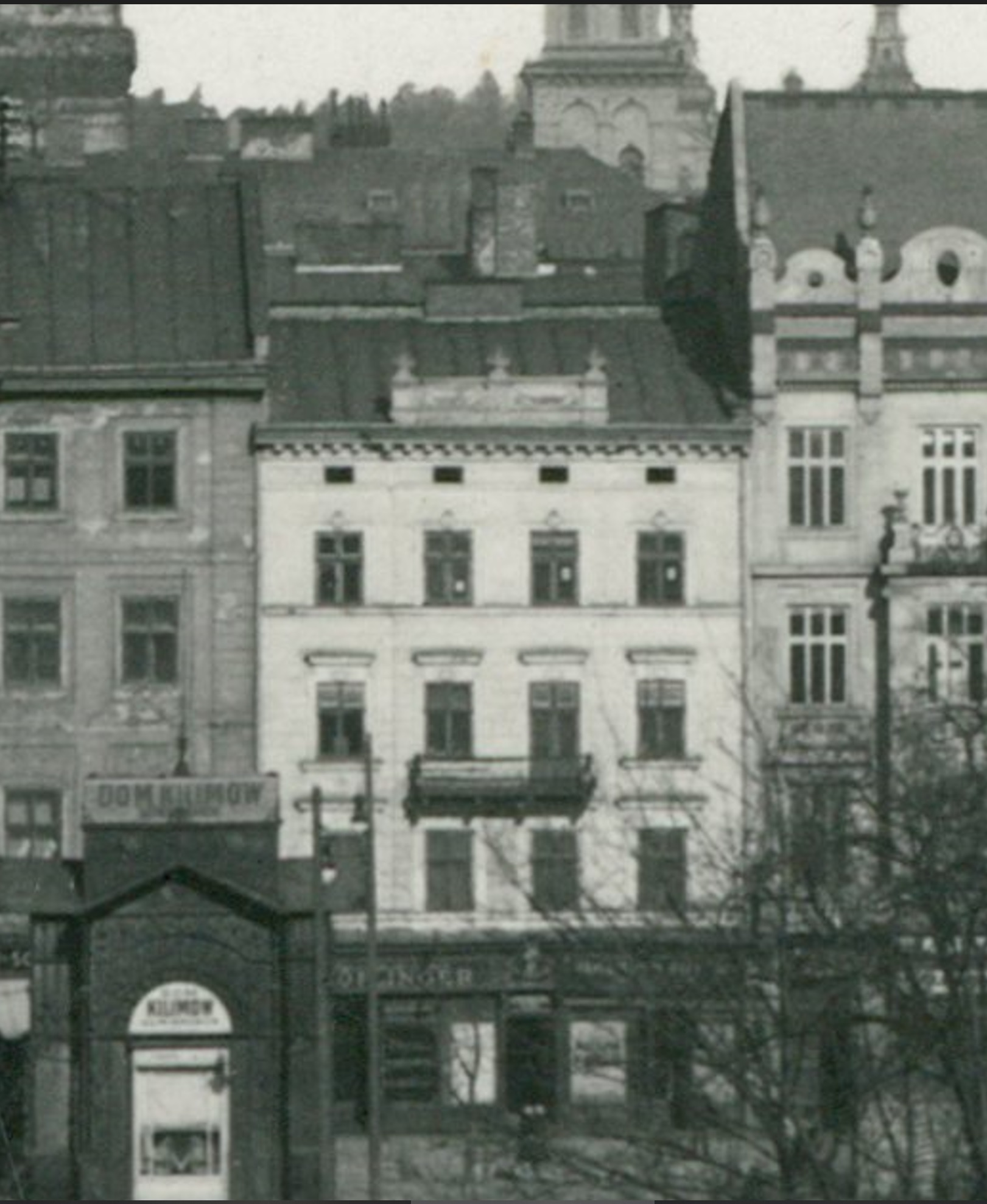
Будинок №8 на Театральній

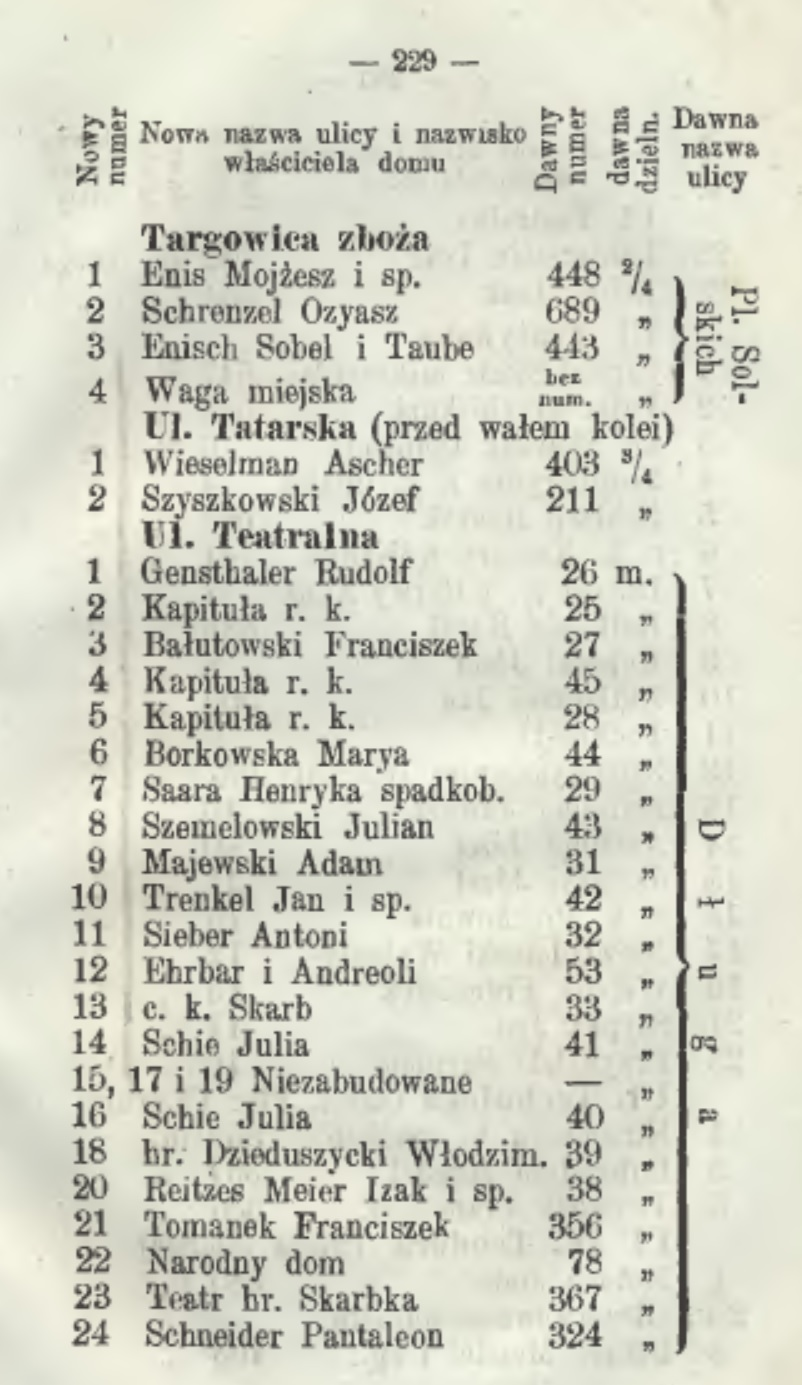
Список власників будинків, вул. Театральна (1872 рік)

№ 8 — кам'яниця дель Аква (колишня адреса — Довга (Лангеґассе), 43), споруджена у XVII столітті на місці двох кам'яниць — Фаурбаховської та Пшедзецьких. У XVII столітті в будинку мешкав Андреа дель Аква — архітектор, будівничий бродівського і підгорецького замків та Самійло Кушевич — доктор філософії та обох прав (канонічного і світського), учасник переговорів від імені магістрату з гетьманом Богданом Хмельницьким (під час облоги Львова у 1655 році), міський райця Львова. У 1769—1770 роках будівничий Дубльовський Йосиф суттєво перебудував кам'яницю для радельницького старости Франциска Девіча, імовірно за проєктом Петра Полейовського, який виготовив оцінку граничного муру між кам'яницями № 8 та № 10, що на вул. Театральній, 25 серпня 1775 року. Наприкінці XVIII — середині XIX століття у подвір'я кам'яниці Жебровських (нині вул. Театральна, 8) перенесли з площі Трибунальської (сучасна площа Ангелів) пам'ятник великого коронного гетьмана, руського воєводи Станіслава Яна Яблоновського (найстаріший львівський кам'яний пам'ятник світській особі), який, за повідомленням однієї з віденських газет: «…оздоблював на подвір'ї помпову студню і, врешті, скинутий у сквері тієї ж кам'яниці, лежав без ніг, однієї руки, ушкодженнями на шоломі та обличчі, просто під водостоком, котрий поволі його нищив». Під час перебудови у XIX столітті, добудували четвертий поверх. У 1850—1894 роках тут містилася цукерня Міхала Монне, яка згодом належала Підгаличу. У 1871 році власником будинку був нотаріус Юліан Шемеловський (президент Нотаріальної палати у 1883 році), який тут працював щонайменше до 1883 року. Станом на 1875 рік в будинку працював магазин металевих виробів Леона Братковскі та майстерня нанесення цинкових орнаментів та влаштування вогнетривких дахів.
У 1883 році в будинку функціювала Нотаріальна палата Львівського, Золочівського, Станіславського округів та містилася точильна майстерня братів Рейцнерів.
У 1889 році власниками будинку були Й. Мінасєвічова та Людвик Томс. У 1894 році в будинку мешкала та містилися власна музична школа і крамниця Клавдії Маркевич, де продавали фортепіано, щонайменше до 1900 року.
Принаймні у 1896—1916 роках в будинку містилися помешкання та цукерня Яна Гофлінґера. Станом на 1902 рік в будинку містилося Казино урядників та мешкали: адвокат Владислав Юзеф Маргаш.
У 1900 році в будинку містилася крамниця квітів та насіння Яна Стачевича. У 1910 році в будинку мешкав реставратор Михайло Сокульський. Принаймні у 1910—1912 роках в будинку працювало ательє Розалії Бурдон. Щонайменше з 1909 року по 1912 рік в будинку  меблева фірма «Lieber i SpL», безкоштовна бібліотека книг та нот імені Асника, товариство «Ліга захисту честі (та гідності)».. Від 1910 до 1914 року в будинку містилася фінансова установа «Львівська промислова допомога», що згодом була перейменована на Кредитне товариство будівельного промислу.
Власником реальності у 1916 та 1934 роках був Тадеуш Гофлінґер. У 1925 році в будинку містилося спортивне товариство «I.Л.К.С. «Чарні» — найстаріше з існуючих спортивних товариств у Польщі. У 1918—1939 роках тут працювало бюро Польської телеграфної агенції, засноване 31 жовтня 1918 року групою польських журналістів філій Віденського кореспондентського бюро. У 1939 році тут містилося адвокатське бюро д-ра Францішека Міщалека та д-ра Антонія Новака-Пшигодзького.
В будинку нині розташовані нотаріальна контора Ольги Юркової, магазини, офісні приміщення, гостьові апартаменти та житлові квартири.
Чотиривіконний фасад зберігає риси еклектичного історизму. Капітально відремонтований в радянські часи з влаштуванням металевих та залізобетонних стяжок між несучими стінами будинку. Перекриття підвального та першого поверхів частково виконано у формі склепінь, сходи — дерев'яні. У 2018 році коштом нотаріальної контори виконана реставрація сходів та брами будинку. Будинок внесений до Реєстру пам'яток архітектури місцевого значення під охоронним № 292-м.

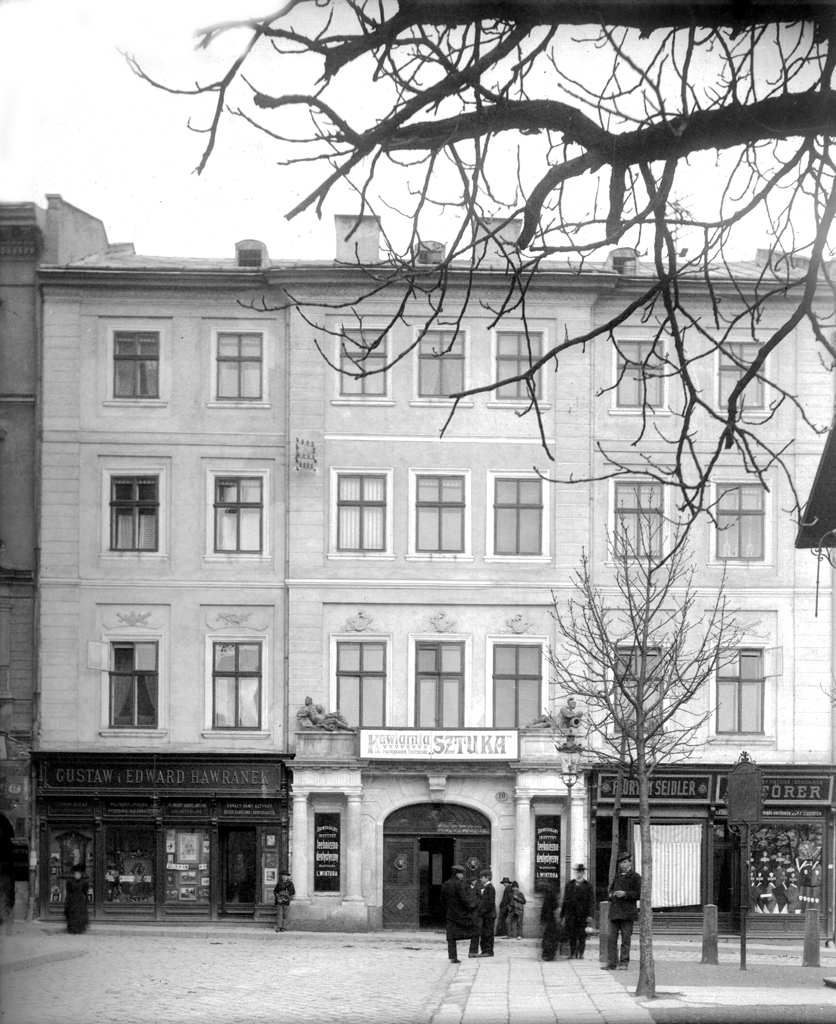
Будинок № 10

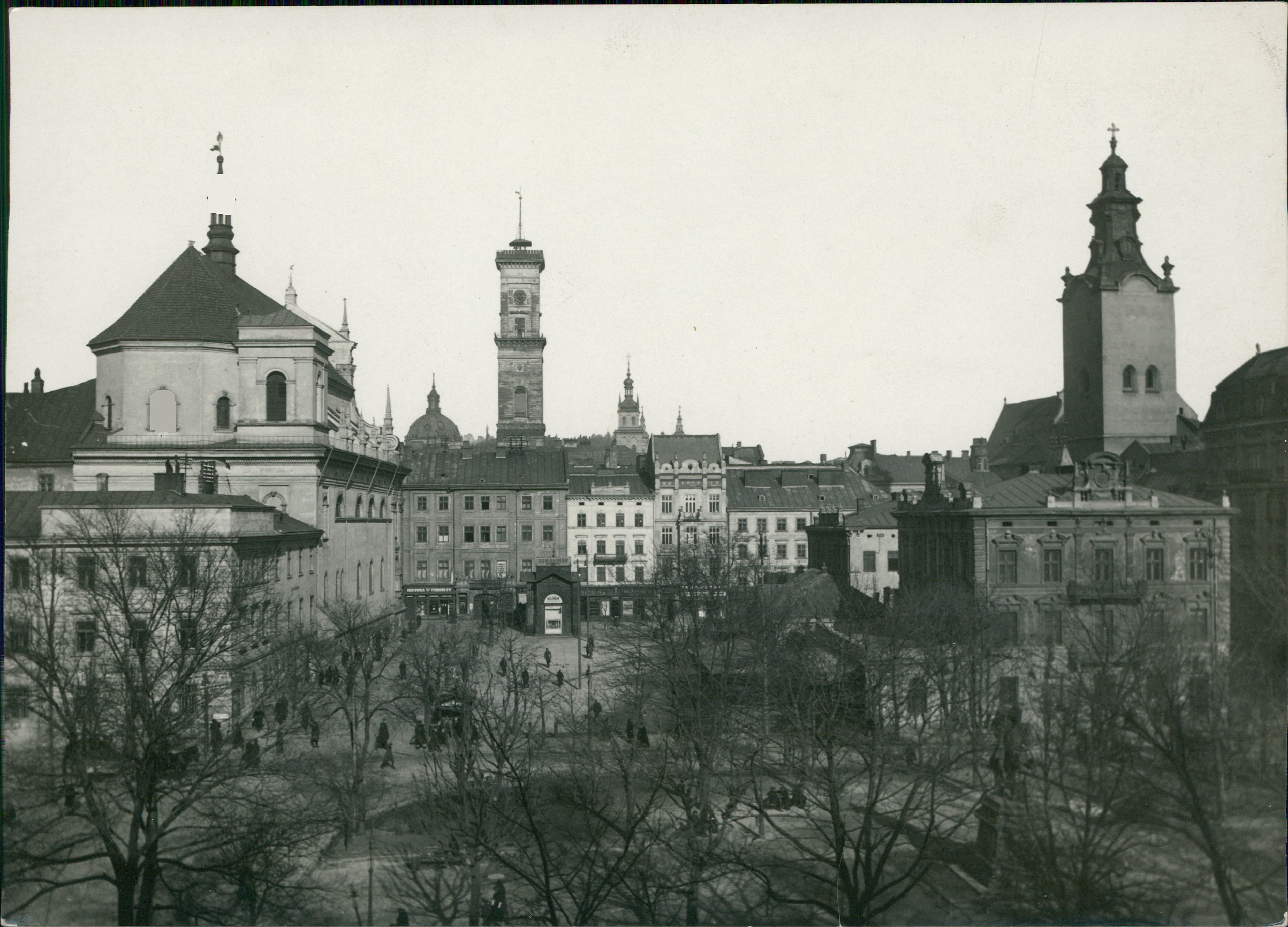
Будинки № 4, № 6, № 8, № 10 вул. Театральної (вдалині, зліва на право)

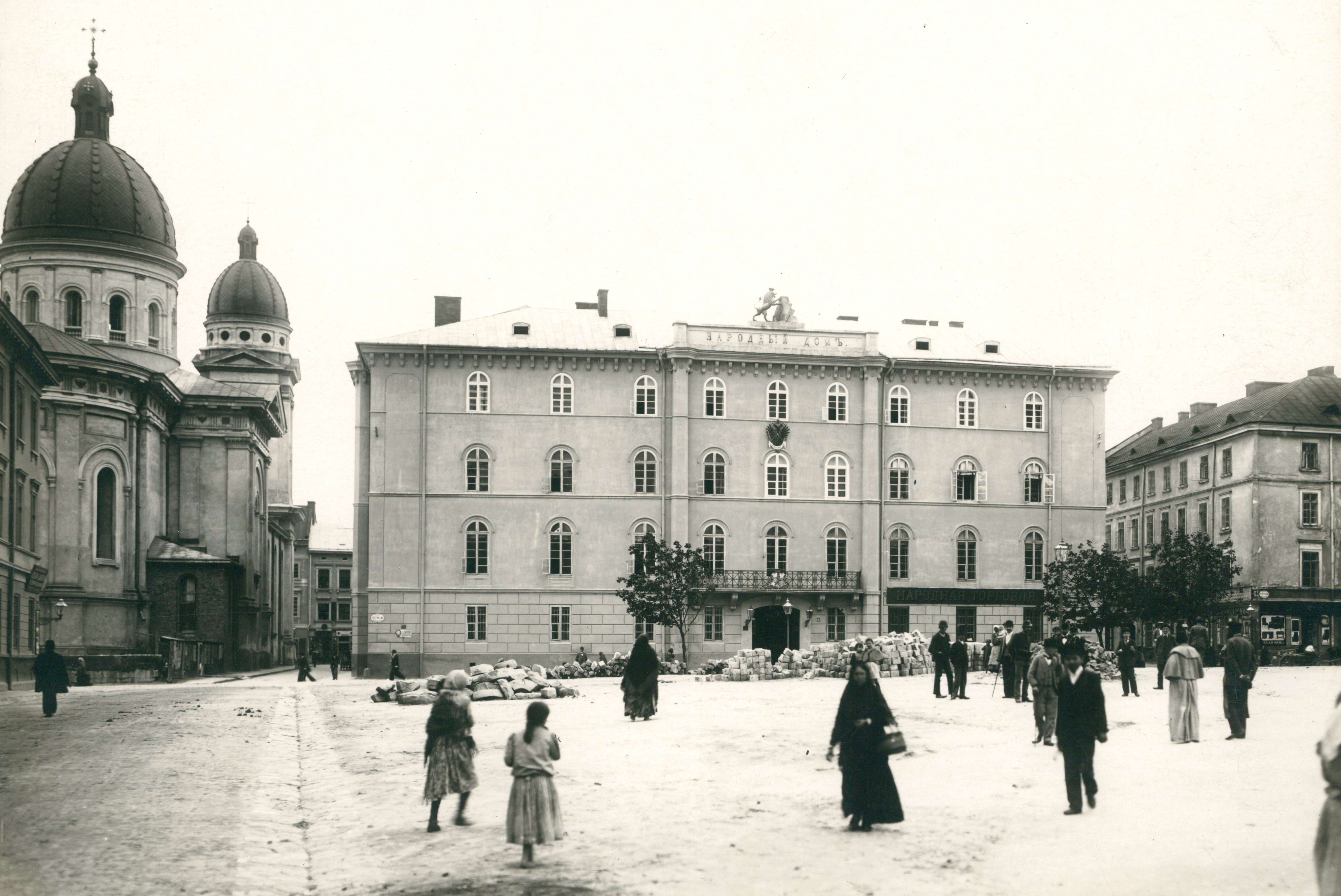
Народний дім у Львові, 1894 рік

№ 10 — житловий будинок (колишня адреса — Довга (Лангеґассе), 42), споруджений ймовірно архітектором Петром Полейовським у 1768—1773 роках на замовлення генерала Роха Вінявського. Для будівництва застосовано руїни двох давніх кам'яниць, що стояли на цій ділянці — Козловської (перші згадки, датуються XVII століттям) та Шалінської (згадка 1557 року). В середині XIX століття і у 1907 році проводились реконструкції. Над вікнами першого поверху, в місцях розміщення замкового каменю вмонтовано гротескні маски сатирів. На другому поверсі — рельєфи з військовими символами. Подібні рельєфи з обладунками були до 1939 року й на причілку, що не зберігся. Класичний доричний портик прикрашений скульптурами Марса і Мінерви. Усі скульптури виконані ймовірно Матвієм Полейовським. Статуї Марса і Мінерви у 1850 році було реставровано, можливо — перероблено Павлом Ойтелє. Існує також версія, що скульптура римської богині мудрості Мінерви виготовлена Полейовським, а бога війни Марса — Ойтелє. У архітектурі будинку поєднується стиль бароко з рисами раннього класицизму.
У 1908 році в будинку відкрилася кав'ярня «Штука», котра прославилася вишуканим інтер'єром, виконаним за проєктом Фелікса Вигживальського, з його власними настінними розписами, а також працювала книгарня спілки «Губринович і Шмідт» до будівництва у 1892 році власного будинку Губриновичів на вулиці Театральній, 9. Нині в будинку розташований хостел «На Театральній» та Львівський міський центр соціальних служб для сім'ї, дітей та молоді, а в приміщеннях партеру — салон годинників «Женева», магазин одягу та бістро. Будинок внесений до Реєстру пам'яток архітектури місцевого значення під охоронним № 367-м.
№ 12 — будинок (колишня адреса — Довга (Лангеґассе), 53), має наскрізний прохід у внутрішнє подвір'я, другий вихід з якого влаштовано з боку кам'яниці Коритовського, що на площі Ринок, 29. У цьому наскрізному проході у 1825 році відкрилася цукерня швейцарця Домініко Андреоллі, згодом поряд з нею почали з'являтися інші крамниці і таким чином утворився невеличкий базар. Торцеві стіни вхідної брами прикрашали кольорові розписи. Від того часу за наскрізним проходом закріпилася назва — пасаж Андреоллі, що є найстарішим торговельним пасажем у Львові.
За 2015 рік проєктом «Муніципальний розвиток та оновлення старої частини міста Львова», що втілюється Deutsche Gesellschaft für Internationale Zusammenarbeit (GIZ) GmbH, у співпраці з міською владою та мешканцями було відновлено близько 200 об'єктів. Серед них й фасад на вулиці Театральній, 12. На фасаді житлового будинку, що є пам'яткою архітектури національного значення, відновлено втрачені гіпсові декоративні елементи, замінено пошкоджені металеві накриття та водостічні труби, зроблені з цинкової бляхи.
№ 16 — будинок на розі з вулицею Шевською (інша адреса — вул. Шевська, 18; колишня адреса — Довга (Лангеґассе), 40). Нині це готель «Леополіс». До 1939 року тут, на першому і другому поверхах містилися книгарня та магазин антикваріату Давида Ґрунда. Справу продовжено його сином Бернардом, по смерті батька 1929 року. Давид Ґрунд займався друком листівок з краєвидами Львова. Аналіз проведений львівською дослідницею Іриною Котлобулатовою, свідчить, що загалом було видано не менше ніж півмільйона таких листівок (близько 500 краєвидів). Будинок зведений у 1779—1780 роках за проєктом будівничого Антона Косинського і був відомий як «Пробощівська кам'яниця». Реконструйований у 1850, 1874, 2005—2007 роках.
№ 18 — будівля Державного природознавчого музею НАН України (колишня адреса — Довга (Лангеґассе), 39). Початково — триповерхова кам'яниця Юзефа Щепанського, споруджена у 1797—1804 роках імовірно архітектором П'єр Дені Ґібо. Перебудована у 1830-х роках архітектором Вінцентом Равським старшим у формах зрілого класицизму. 1852 року будинок придбав банкір Ф. Гауснер, а 1868 року — граф Володимир Дідушицький. Після реконструкції сюди перенесено так звану Поторицьку бібліотеку, а 1880 року влаштовано відкритий для усіх відвідувачів музей. Окрасою колекцій графа Володимира Дідушицького від 1897 року був михалківський скарб — збірка золотих ритуальних прикрас VIII—VII ст. до н. е., виявлений на Тернопільщині наприкінці XIX століття. Пізніше переданий львівському історичному музею, де зберігався до 1940 року. Згодом михалківський скарб вивезений до Москви, де його сліди губляться. Від 1995 року музей перебував на генеральній реконструкції. 23 вересня 2008 року будівлю музею внесено до переліку пам'яток культурної спадщини, що не підлягають приватизації. Від 2012 року, після завершення генеральної реконструкції музею, яка тривала майже 20 років, розпочинався новітній етап розвитку установи. Того ж року музей переміг у конкурсі «Динамічний музей» та отримав грант 10 млн грн. на розвиток терміном на 3 роки від благодійного фонду «Розвиток України» Ріната Ахметова. Нині основу фондів музею становлять колекції, які налічують понад 400 тис. музейних предметів. Тут зберігаються колекції та окремі пам'ятки природи світового значення. ДПМ НАН України було визнано найкращим за результатами аналізу наукової та науково-організаційної діяльності установ Відділення загальної біології НАН України за період 2006—2015 років.
До будівництва палацу, на цьому місці було три домоволодіння, історія яких прослідковується ще з першої половини XVI століття Найвідомішим з них є будинок з броварем, у якому 1527 року виникла грандіозна пожежа, що знищила увесь дерев'яний готичний Львів. Дивним чином вцілів лише францисканський монастир, що стояв напроти цього ж будинку і сусідній з ним Низький замок.
№ 22 — будівля Народного Дому (колишня адреса — Довга (Лангеґассе), 78). До 1784 року на цьому місці розташовувався костел братів тринітаріїв. У 1851—1864 роках залишки бібліотеки Львівського університету, що згоріла внаслідок обстрілу міста 1848 року (подаровані у 1849 році цісарем Руській матиці) перебудовано в Руський Народний Дім (в розумінні того часу — Український Народний Дім). Автори проєкту Вільгельм Шмід та Сильвестр Гавришкевич. З часом інституція і сам будинок були опановані «русофілами» і до першої світової війни були осередком їх діяльності. Тут була чоловіча академічна гімназія, бібліотека і ряд інших переважно громадських установ, а також відбулася перша прем'єра театру Руська бесіда. Тут же 18—19 жовтня 1918 року відбулося відновлення Української державності на теренах Західної України та утворення Української Національної ради ЗУНР, яку очолив Євген Петрушевич. В ніч на 1 листопада Народний Дім став штабом українських збройних сил, які перейняли владу у Львові та інших містах і повітах Галичини, а створення ЗУНР проголосили 13 листопада 1918 року в будинку Галицького намісництва, на сучасній вулиці Винниченка, 18. Від радянського часу тут розташований Окружний будинок офіцерів Прикарпатського військового округу (пізніше — Західне ОК), у 2002—2020 роках працював один з кінотеатрів мережі «Кінопалац».

## Втрачені будівлі
Первинна готична дерев'яна забудова вулиці донині не збережена (втрачена під час пожежі 1527 року). Практично не дійшли до нас і пізніші будівлі в стилі ренесансу. Найбільш ранні збережені споруди належать до XVIII століття. З втрачених споруд, найвизначнішими були: Низький замок, Костел Святого Хреста із францисканським монастирем, Тринітарський монастир, шпиталь Святого Духа з костелом. Нині на їх місці розташовані нові споруди, або незабудовані площі.

### Низький замок
Названий так на противагу іншому — Високому замку, що розташовувався на горі у північно-східній частині міста. Споруджений 1270 року, належав до найдавнішої забудови і пізніше увійшов до складу нового обнесеного муром «середмістя». На території розташовувалася мурована каплиця святої Катерини Олександрійської, що первинно була руською церквою. Після завоювання Львова польським королем Казимиром, замок виконував функцію неофіційної королівської резиденції. Неодноразово зазнавав пошкоджень, зокрема під час нападів литовського князя Любарта 1340, 1353; від пожежі 1565 року; під час пограбування міста шведськими військами у 1704 році. Багаторазово реконструйований. Через брак коштів поступово занепав і 1802 року був розібраний на будівельний матеріал. Нині територія, на якій був замок, частково зайнята Національним академічним українським драматичним театром імені Марії Заньковецької, частково — будівлею Національного музею імені Андрея Шептицького. Певна частина території не забудована, на ній влаштовано сувенірний ринок «Вернісаж». Коротка вуличка, що перетинає територію, де раніше був замок (між Національним музеєм і ринком), 1991 року отримала назву «Низький замок». Наразі жодних археологічних досліджень на вільних від забудови територіях колишнього замку не проводилось.

### Костел Святого Хреста
Закладений в середині XIV століття. Дослідники припускають, що, польський король призначив для костелу ділянку на котрій стояла дерев'яна православна руська церква. Храм був зорієнтований таким чином, що виходив до нинішньої Театральної вулиці тильною частиною. Із заходу монастирська територія межувала з міським оборонним муром, півночі — з Низьким замком, від сходу огороджений стіною, що відділяв від нинішньої вулиці Театральної, а з півночі була будівля єзуїтської колегії (будинок № 13), що збереглась донині. Це був готичний, тринавовий храм із дуже видовженим пресбітерієм. До храму примикала будівля монастирських келій. Під час йосифінської касати 1785 року монахів примусово виселено до монастиря при Костелі Непорочного Зачаття. За кілька років храм переобладнано на театр, а монастирські будівлі — на редутову залу (приміщення для проведення балів). Храм значних ушкоджень зазнав під час обстрілу Львова генералом Вільгельмом Гаммерштайном у 1848 році, після чого був розібраний. Нині на його місці розташована львівська середня загальноосвітня школа № 62 (будинок № 15).

### Шпиталь Святого Духа

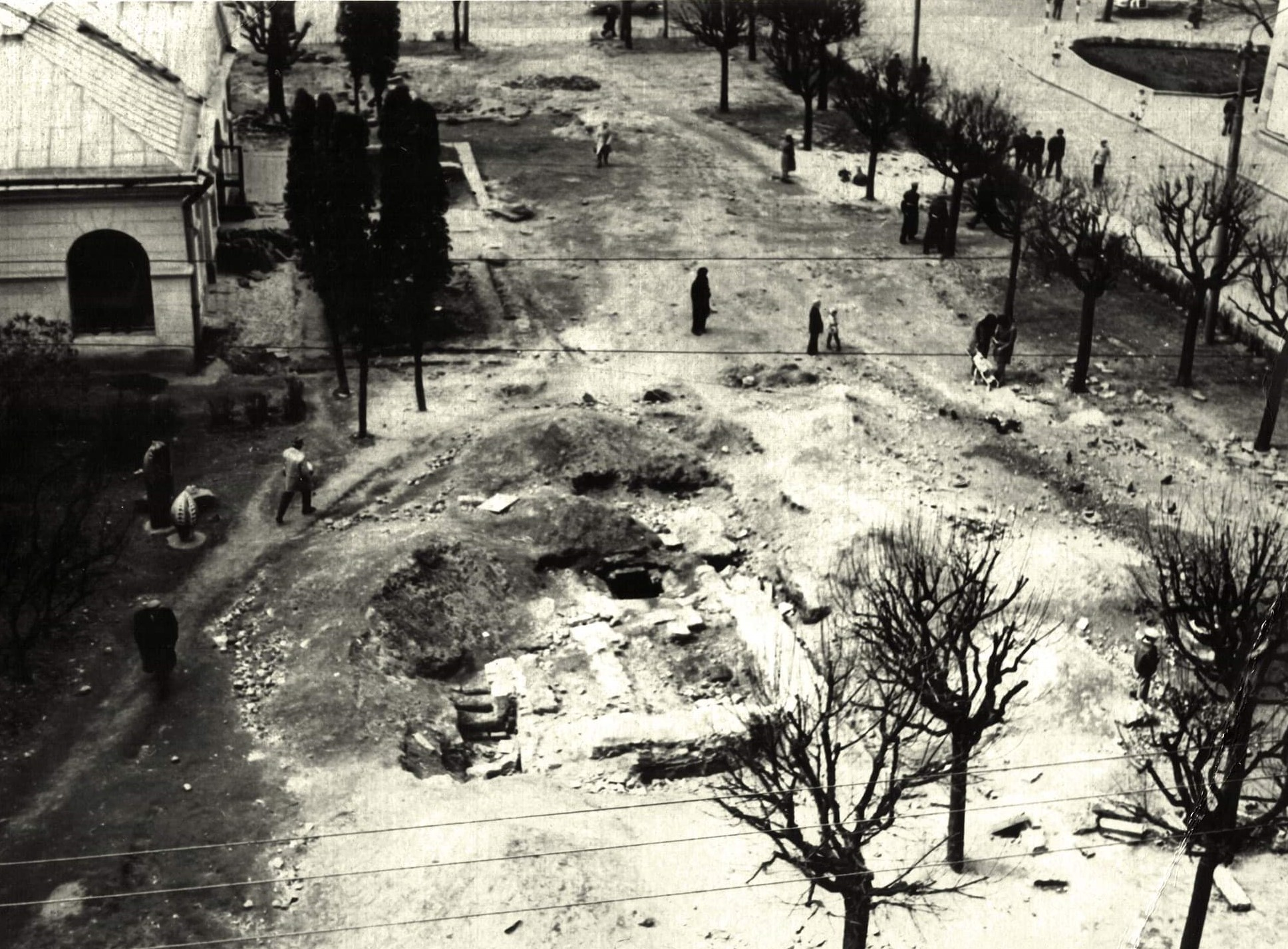
Площа Підкови (розкопки)

Заснований королем Казимиром III у 1356 році. В шпиталі доглядали за знедоленими людьми, самотніми старцями з середовища міщан. У XIV столітті шпиталь отримав ряд суттєвих пожертв, зокрема сусідні земельні ділянки, котрі дозволили будівництво костелу. Увесь комплекс був завершений до 1408 року. У 1527 і 1564 роках потерпав від пожеж. Двічі перебудований у 1659 і 1734 роках. А у 1641 році рішенням львівського синоду була затверджена передача шпиталю під нагляд єпископа та капітулу у зв'язку з чисельними фінансовими порушеннями його світських опікунів. У 1642 році цирульник Станіслав Каштеллі записав на шпиталь 571 злотих 12 грошів, чинш з яких у сумі 11 злотих. Повинен був витрачатися на хірургічне лікування хворих. Згодом значні прибутки і стали причиною розбрату між магістратом та священниками костелу Святого Духа і спричинили тривалу суперечку щодо права патронату над шпиталем. Під час останньої перебудови отримав два додаткові поверхи і через перевантаження несучих конструкцій шпиталь завалився 1780 року. Певний час ділянка напроти цього комплексу мала назву «Шпитальна Святого Духа». Територія колишнього шпитального комплексу залишається незабудованою. Нині це площа Івана Підкови, що прилучається до вулиці Театральної із заходу. До цього мала назву «Площа Святого Духа».
З XVII століття тривала суперечка між католицькими архієпископами та магістратом щодо права опіки над шпиталем, його маєтностями. На прилеглому до шпиталю цвинтарі стояло чотири дерев'яних будинки та мурована плебанія пароха шпитального костелу. У XVIII столітті більшість маєтків шпиталю були продані задля підтримки міста, а решта не приносила значного зиску, через що шпиталь був доведений до руїни і у 1770-х роках частина будівлі обвалилась. На підміських землях міського шпиталю святого Духа, лівіше від сучасного Оперного театру, що тягнулися від сучасних вулиць Тиктора та Фурманської, аж до сучасних вулиць Наливайка та Гнатюка у середньовіччі розташовувався комплекс монастирських споруд: католицький костел Святого Станіслава, монастир, шпиталь, трупарня, а позаду — цвинтар, як то було заведено у пізньому середньовіччі. У 1789 році шпиталь був розібраний.

### Костел Святої Трійці і монастир тринітаріїв
Комплекс будувався з перервами упродовж 1703—1731 років. Автор проєкту невідомий. Ймовірно це був хтось з родини італійських архітекторів Беллотті. 1748 року сильно постраждав від пожежі. Реконструкцією займався Бернард Меретин. Храм був оздоблений фресками Станіслава Строїнського. Фігури святих при хвіртках виготовлені Себастьяном Фесінґером. Під час обстрілу Львова 1848 року зруйнований. Руїни костелу перебудовані у 1875—1898 роках на греко-католицьку Преображенську церкву. Проєкт виготовлений Сильвестром Гавришкевичем. Існував також нереалізований проєкт перебудови 1850 року авторства Антона Фреха. На місці зруйнованих монастирських келій споруджено будівлю «Народного дому».

## Археологічні дослідження

### 1977—1978, 1997
У 1977—1978 та у 1997 роках Львівською міською експедицією Інституту суспільних наук АН УРСР, Державним історико-культурним заповідником у Львові та Львівським історичним музеєм проведено охоронно-рятівні роботи на місці Святодухівського шпиталю, колишньої міської гауптвахти (нині площа Підкови, що прилучається до вулиці Театральної). Встанолено, що найглибший культурний шар містить сліди поселення доби раннього заліза X—VIII століть до н. е. Знайдено залишки забудови Шпиталю Святого Духа з XIV століття кам'яний рельєф з гербом Львова і датою — 1608 рік, чотири поховання, у тому числі одне жіноче з монетою XIV століття. За 25 м від фундаментів шпиталю знайдено залишки так званого «високого муру».

### 1987
У 1987 році Львівська міська експедиція Інституту суспільних наук АН УРСР проводила охоронне спостереження та розкопки під час земляних робіт по спорудженню підземного переходу між будівлями львівської середньої загальноосвітньої школи № 62 (будинок № 15) та колишнього Палацу піонерів. Культурний шар простежений до глибини 4,5 м. Під дерев'яними балками знайдено залишки керамічного посуду X—VIII століть до н. е. Вище, на глибині 3 м знайдено залишки фундаменту монастиря францисканців, зруйнованого 1848 року. Знайдено також залишки дерев'яного мосту, перекинутого через рів, що вів до Полтви.

### 1997
У 1997 році Археологічна експедиція Інституту релігієзнавства Львівського музею історії релігії провела розкопки у підземеллях Костелу єзуїтів (будинок № 13). Роботи проводились переважно у криптах (вівтарна частина). Розчищено лучкову арку під гніздами балок перекриття, фрагмент муру з нішею для зброї, фрагмент готичного порталу ранішої за часом споруди, уламки посуду.

## Меморіальні, пам'ятні таблиці
- 11 листопада 2017 року, у межах програми «Права, правосуддя і пам'яті міста» відбулося відкриття пам'ятної таблиці для увічнення пам'яті відомого юриста-міжнародника Герша Лаутерпахта, встановленої на фасаді будинку, що на вул. Театральній, 6 у Львові[75]. Також у сінях кам'яниці збереглася біла мармурова таблиця, яка сповіщає, що проєктували будинок архітектори Тадеуш Новаковський та Адольф Піллер, а також овальні барокові медальйони з зображенням хлопчиків-путті[66].
- 6 грудня 1996 року на фасаді будівлі колишньої Єзуїтської колегії була відкрита пам'ятна таблиця Богданові Хмельницькому (скульптор Григорій Кудлаєнко)[66].
- У 1990 році на фасаді будівлі колишнього Народного Дому, що на вулиці Театральній, 22, встановлена меморіальна таблиця, яка сповіщає що 1 листопада 1918 року тут було проголошено створення Західноукраїнської Народної Республіки[66].
- 21 жовтня 2012 року праворуч від входу до Народного Дому встановлена пам'ятна таблиця товариству «Рідна школа». Ініціатором встановлення таблиці виступив директор Науково-дослідного центру історії національно-визвольних змагань України Ярослав Лялька[66].

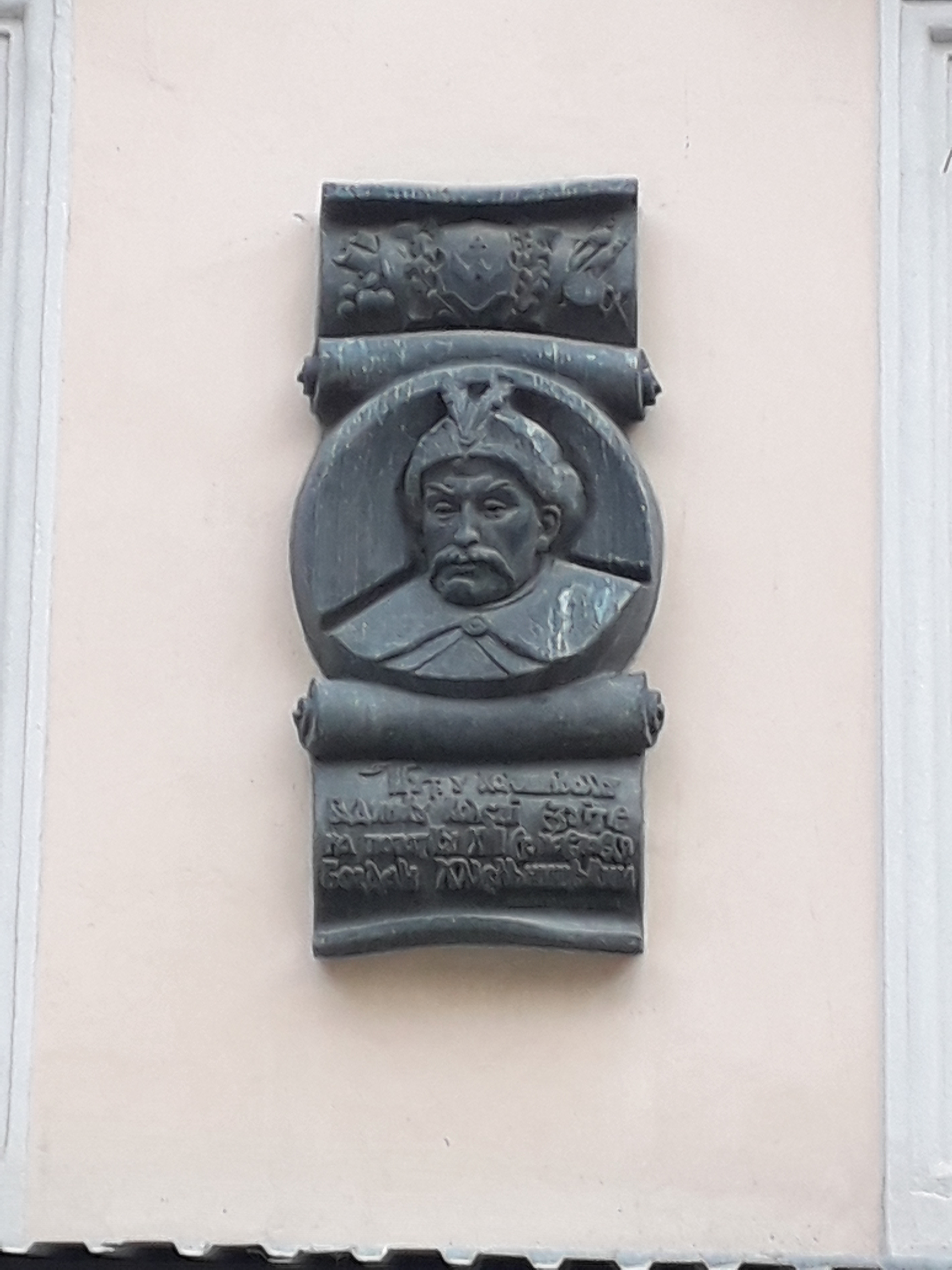
Пам'ятна таблиця Богданові Хмельницькому на будівлі колишньої Єзуїтської колегії (вул. Театральна, 15)
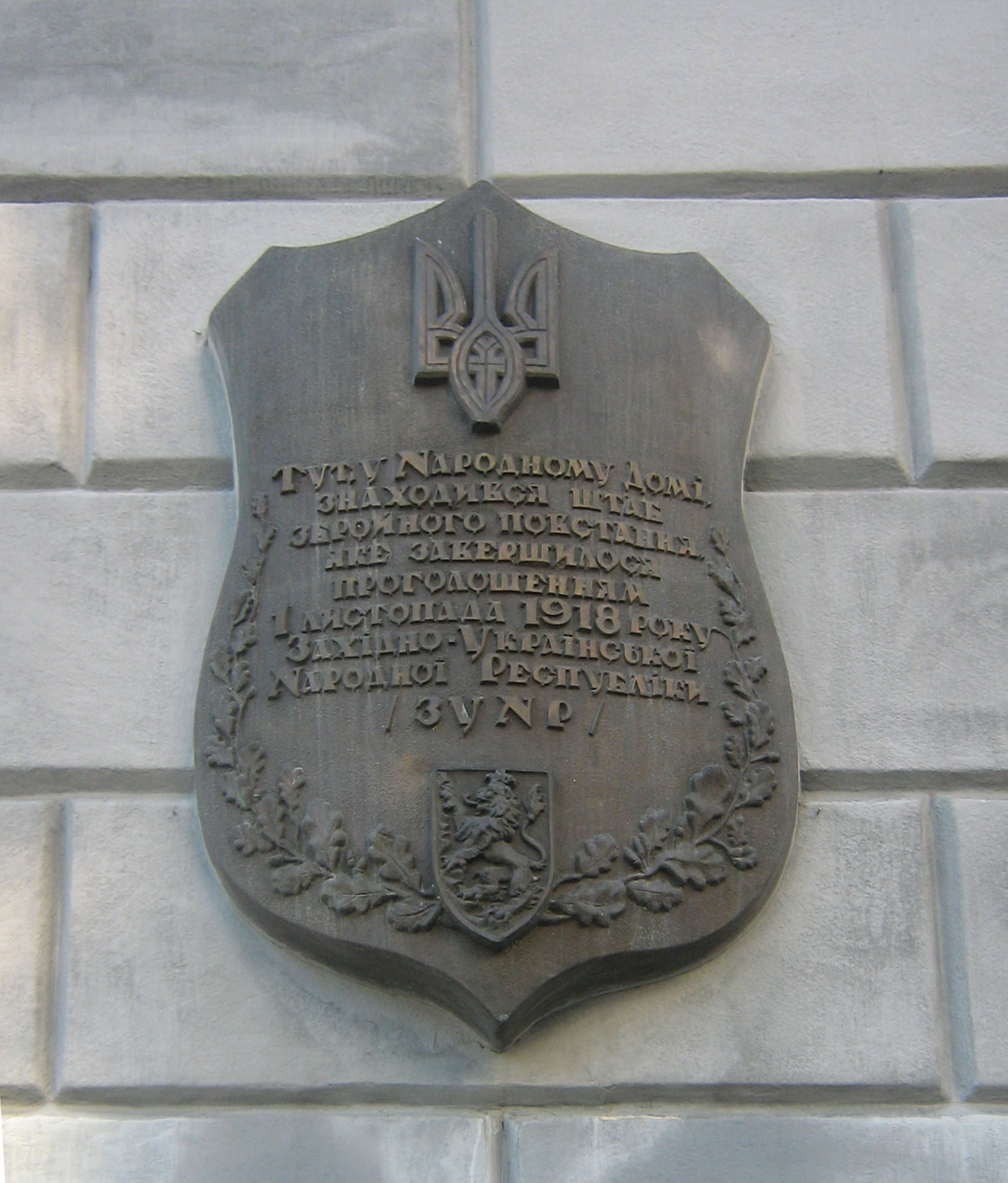
Пам'ятна таблиця на честь проголошення ЗУНР 1 листопада 1918 року (вул. Театральна, 22)
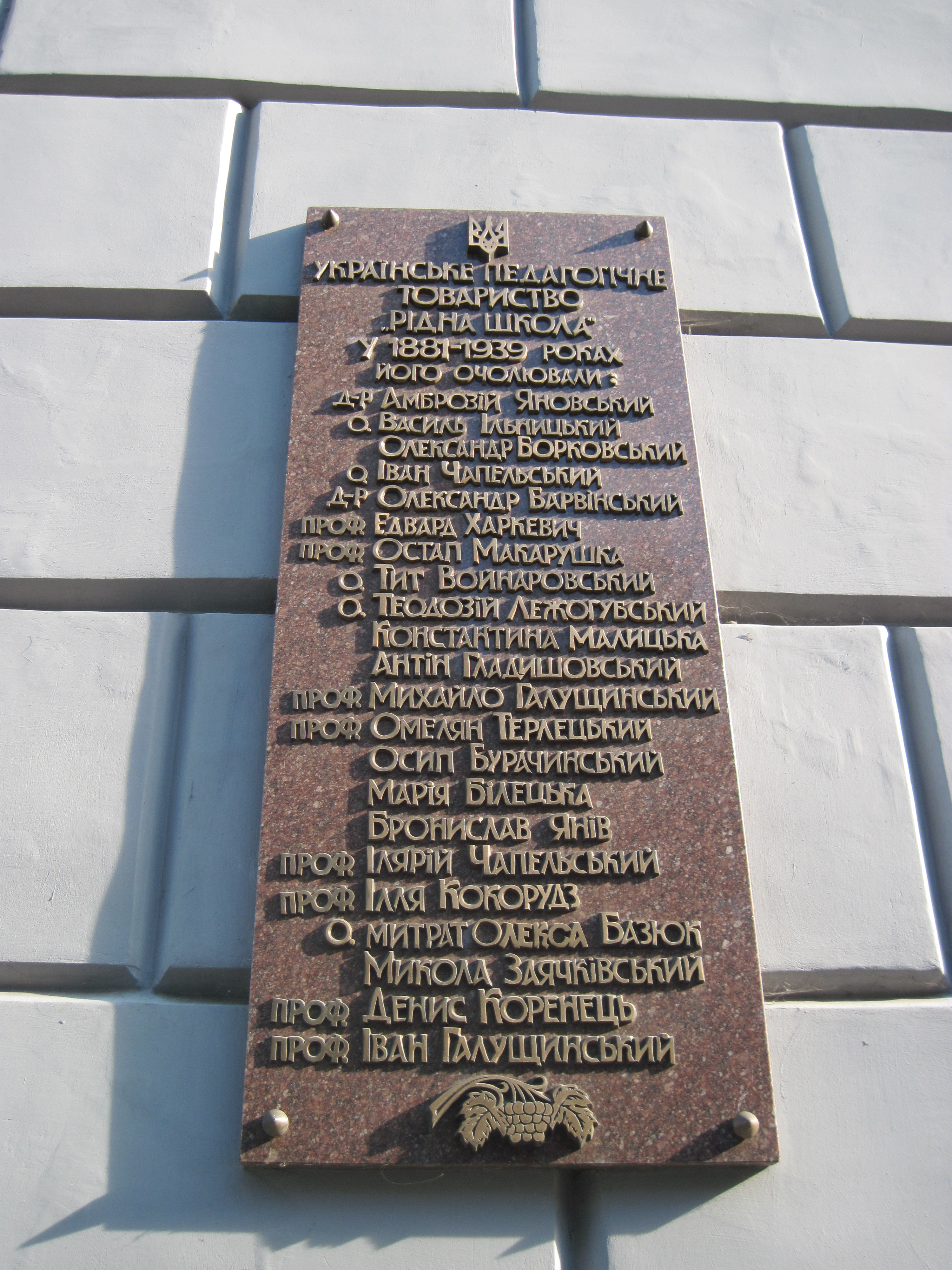
Пам'ятна таблиця товариству «Рідна школа» (вул. Театральна, 22)

## Транспорт
Від 20 вересня 2017 року розпочала працювати закрита зона паркування біля художнього ринку «Вернісаж», що об'єднала чотири невеличких паркінги. А саме, паркінги на вул. Вірменській — 18 паркомісць, вул. Лесі Українки — 10 паркомісць, вул. Низький Замок — 20 паркомісць та вул. Театральна — 25 паркомісць відповідно. В межах зони паркування нанесено розмітку, та встановлено три шлагбауми: два — на в'їзді і один — на виїзді. На виїзді здійснюється оплата за користування паркінгом, через касовий апарат касиром.